# Sherburn Hill
Sherburn Hill – wieś w Anglii, w hrabstwie Durham. Leży 7 km na wschód od miasta Durham i 373 km na północ od Londynu.